# Ligne de naissance stellaire

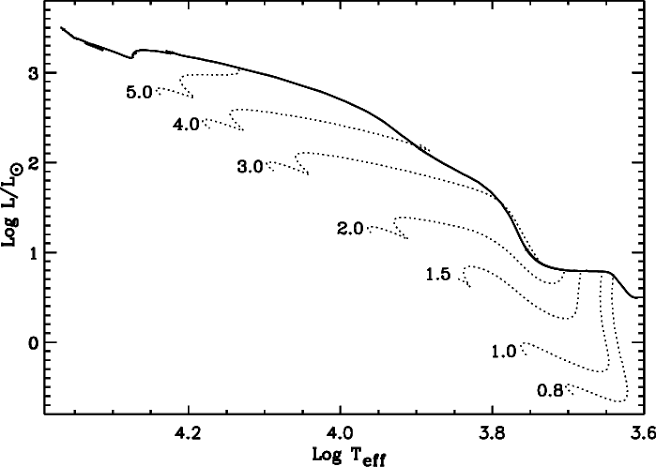
Ligne de naissance stellaire dans un diagramme HR.

La ligne de naissance stellaire est une ligne théoriquement prédite sur le diagramme de Hertzsprung–Russell qui met en relation la température effective et la luminosité d'étoiles de la pré-séquence principale au début de leur contraction. 
Les étoiles de la pré-séquence principale deviennent optiquement visibles après la ligne de naissance stellaire.
Avant ce moment, les objets sont des proto-étoiles en cours d'accrétion et ils sont si profondément enfoncés dans le nuage de poussière interstellaire qu'il n'émettent que dans les longueurs d'onde infrarouges et millimétriques. Une fois le nuage dispersé par les vents stellaires, l'étoile devient visible telle une étoile de la pré-séquence principale. L'ensemble des emplacements sur le diagramme de Hertzsprung–Russell où se trouvent ces étoiles nouvellement visibles est appelé la ligne de naissance, et se trouve au-dessus de la séquence principale.
La position de la ligne de naissance dépend du taux d'accrétion sur l'étoile et de la géométrie de cette accrétion, autrement dit, si elle a lieu via un disque d'accrétion. Ceci implique que la ligne de naissance n'est pas une courbe infiniment étroite, mais possède plutôt une épaisseur finie dans le diagramme de Hertzsprung-Russell.